# A-HEAT Allied Heat Exchange Technology
Die A-HEAT Allied Heat Exchange Technology AG mit Sitz in Fürstenfeldbruck ist ein deutsches Unternehmen und ist spezialisiert auf Kälte- und Klimatechnik sowie Verfahrenstechnik.

## Konzernstruktur
Der Konzern fungiert als Holding-Gesellschaft der Güntner Group-Gesellschaften der Regionen EMEA (Europe/Middle East/Africa), NLA (North & Latin America) und APO (Asia & Pacific Ocean) und besitzt Produktionsstandorte in Ungarn, Deutschland, Rumänien, Mexiko, Indonesien und Brasilien. Außerdem ist die A-HEAT Allied Heat Exchange Technology AG zu 19 % an der Therme Group beteiligt.

## Produkte
Die Tochtergesellschaften produzieren Lamellen- (Güntner), Platten- (thermowave) und Hybrid-Wärmetauscher (JAEGGI); basetec ist im OEM-Bereich tätig.

## Geschichte
1931 gründete Hans Güntner eine Ein-Mann-Werkstatt zur Reparatur von Kühlmaschinen. Nach dem Krieg konnte er mit seiner intakt gebliebenen Werkstatt in die Fertigung von Kühlanlagen einsteigen. 1972 übernahm die amerikanische Firma Sundstrand die Hans Güntner GmbH. 1978 verkaufte Sundstrand das Unternehmen im Rahmen eines Management-Buy-outs an den damaligen Geschäftsführer. 1981 zog das Unternehmen von Germering nach Fürstenfeldbruck um, wo sich seitdem die internationale Zentrale befindet.